# Torul-Talsperre
Die Torul-Talsperre (türkisch Torul Barajı) ist eine Talsperre am Harşit Çayı im Norden der Türkei. Das Absperrbauwerk, ein 152 m hoher Staudamm, steht 5 km östlich der Kürtün-Talsperre.
Der Staudamm besteht aus einer Steinschüttung als Stützkörper mit Betonplatten an der Wasserseite (CFRD-Bauweise) und einer Herdmauer. Der Felsuntergrund aus Tuff und Kalkstein mit Basaltanteilen wurde mit einem Dichtungsschleier abgedichtet.
Das Wasserkraftwerk kann mit seinen zwei Francis-Turbinen von je 52,8 MW Leistung pro Jahr 322 GWh an elektrischer Energie erzeugen.